# Fabio Daprelà
Fabio Daprelà (Zürich, 1991. február 19. –) svájci válogatott labdarúgó, a Lugano hátvédje.

## Pályafutása

### Klubcsapatokban
Daprelà a svájci Zürich városában született. Az ifjúsági pályafutását a helyi YF Juventus csapatában kezdte, majd 2003-ban a Grasshoppers akadémiájánál folytatta.
2007-ben mutatkozott be a Grasshoppers felnőtt csapatában. Első gólját 2008. október 26-án, a Chiasso ellen 2–2-es döntetlennel zárult kupamérkőzésen szerezte. 2009 júliusában az Premier League-ben érdekelt Wet Ham Unitedhez igazolt. Először a 2010. január 3-ai, Arsenal ellen, a FA-kupa 3. fordulójában lépett pályára. A ligában 2010. március 13-án, a Chelsea ellen idegenben 4–1-re elvesztett mérkőzésen debütált.
2010. augusztus 30-án az olasz Brescia szerződtette le. 2011. szeptember 26-án, a Bari ellen 2–1-re elvesztett bajnokin debütált a klub színeiben. 2013 júliusában három évre a másodosztályú Palermohoz szerződött. A 2013–14-es szezonban feljutottak az első osztályba. 2016. január 6-án a Carpi csapatához szerződött, amely klubnál mindössze csak egy félévet töltött. 2016 júliusában a Chievo Veronához szerződött, majd egy hónappal később egy idényre kölcsönadták a Bari csapatához. 
2017. augusztus 31-én három éves szerződést kötött a Lugano együttesével, amelyet 2020-ban még három évvel meghosszabbított.

### A válogatottban
Daprelà az U16-ostól az U21-esig több korosztályban is képviselte Svájcot.
2012-ben debütált a felnőtt válogatottban 2012. évi nyári olimpiai keretében. Először 2012. augusztus 1-jén, Mexikó ellen 1–0-ra elvesztett mérkőzésen lépett pályára.

## Statisztikák
2022. szeptember 18. szerint
| Klub              | Szezon   | Osztály            | Bajnokság | Bajnokság | Kupa  | Kupa | Nemzetközi | Nemzetközi | Összesen | Összesen |
| Klub              | Szezon   | Osztály            | Meccs     | Gól       | Meccs | Gól  | Meccs      | Gól        | Meccs    | Gól      |
| ----------------- | -------- | ------------------ | --------- | --------- | ----- | ---- | ---------- | ---------- | -------- | -------- |
| West Ham United   | 2009–10  | Premier League     | 5         | 0         | 1     | 0    | —          | —          | 6        | 0        |
| Brescia           | 2010–11  | Serie A            | 5         | 0         | 0     | 0    | —          | —          | 5        | 0        |
| Brescia           | 2011–12  | Serie B            | 27        | 1         | 1     | 0    | —          | —          | 28       | 1        |
| Brescia           | 2012–13  | Serie B            | 29        | 4         | 0     | 0    | —          | —          | 29       | 4        |
| Brescia           | Összesen | Összesen           | 61        | 5         | 1     | 0    | 0          | 0          | 62       | 5        |
| Brescia           | 2013–14  | Serie B            | 25        | 0         | 1     | 0    | —          | —          | 26       | 0        |
| Brescia           | 2014–15  | Serie A            | 22        | 0         | 0     | 0    | —          | —          | 22       | 0        |
| Brescia           | 2015–16  | Serie A            | 5         | 0         | 1     | 0    | —          | —          | 6        | 0        |
| Brescia           | Összesen | Összesen           | 52        | 0         | 2     | 0    | 0          | 0          | 54       | 0        |
| Carpi             | 2015–16  | Serie A            | 2         | 0         | 0     | 0    | —          | —          | 2        | 0        |
| Bari (kölcsönben) | 2016–17  | Serie B            | 27        | 2         | 0     | 0    | —          | —          | 27       | 2        |
| Lugano            | 2017–18  | Swiss Super League | 21        | 0         | 1     | 0    | 4          | 1          | 26       | 1        |
| Lugano            | 2018–19  | Swiss Super League | 24        | 2         | 1     | 0    | —          | —          | 25       | 2        |
| Lugano            | 2019–20  | Swiss Super League | 30        | 1         | 1     | 0    | 6          | 0          | 37       | 1        |
| Lugano            | 2020–21  | Swiss Super League | 27        | 2         | 2     | 0    | —          | —          | 29       | 2        |
| Lugano            | 2021–22  | Swiss Super League | 29        | 0         | 4     | 0    | —          | —          | 33       | 0        |
| Lugano            | 2022–23  | Swiss Super League | 5         | 0         | 1     | 0    | 1          | 0          | 7        | 0        |
| Lugano            | Összesen | Összesen           | 136       | 5         | 10    | 0    | 11         | 1          | 157      | 6        |
| Összesen          | Összesen | Összesen           | 283       | 12        | 14    | 0    | 11         | 1          | 308      | 13       |

## Sikerei, díjai
Lugano
- Svájci Kupa
  - Győztes (1): 2021–22
  - Döntős (1): 2022–23

## Fordítás
- Ez a szócikk részben vagy egészben  a   Fabio Daprelà című angol Wikipédia-szócikk fordításán alapul.  Az eredeti cikk szerkesztőit annak laptörténete sorolja fel. Ez a jelzés csupán a megfogalmazás eredetét és a szerzői jogokat jelzi, nem szolgál a cikkben szereplő információk forrásmegjelöléseként.